# Palm Beach County
Palm Beach County är ett administrativt område i delstaten Florida, USA, med 1 320 134 invånare. Den administrativa huvudorten (county seat) är West Palm Beach.

## Geografi
Enligt United States Census Bureau har countyt en total area på 6 181 km². 5 113 km² av den arean är land och 1 068 km² är vatten.

### Angränsande countyn
- Martin County, Florida - nord
- Broward County, Florida - syd
- Hendry County, Florida - väst
- Okeechobee County, Florida - nordväst
- Glades County, Florida - nordväst